# Jack Murphys lag
Jack Murphys lag är en amerikansk action-thrillerfilm från 1986 i regi av J. Lee Thompson och med Charles Bronson i huvudrollen.

## Handling
Den alkoholiserade polismannen Jack Murphy blir oskyldigt dömd för mordet på sin ex-fru. Men Murphy tänker finna den verkliga mördaren så han rymmer från fängelset. Med sig får han Arabella McGee, en ung kvinnlig ful-i-mun biltjuv som är handbojad med honom. Den som eegentligen ligger bakom mordet är i själva verket en kvinna, Joan Freeman, som Murphy grep för tio år sedan. Hon hämnas genom att döda alla som bidrog till att hon blev fälld och fick sitta i fängelse. Men så fort han blir klar med henne så kommer hon att få lära sig Jack Murphys lag: Jävlas aldrig med Jack Murphy!

## Rollista
- Charles Bronson - Jack Murphy
- Kathleen Wilhoite - Arabella McGee
- Carrie Snodgress - Joan Freeman
- Robert F. Lyons - Art Penney
- Richard Romanus - Frank Vincenzo
- Angel Tompkins - Jan
- Bill Henderson - Ben Wilcove
- James Luisi - Ed Reineke
- Lawrence Tierney - Cameron